# Prothema tibiellum
Prothema tibiellum es una especie de escarabajo longicornio del género Prothema, tribu Prothemini, subfamilia Cerambycinae. Fue descrita científicamente por Holzschuh en 2007.
La especie se mantiene activa durante los meses de marzo, abril y mayo.

## Descripción
Mide 8,1-9,5 milímetros de longitud.

## Distribución
Se distribuye por Malasia (Borneo).